# Eucharis × grandiflora
Eucharis x grandiflora («lirio del amazonas») es una notoespecie herbácea, perenne y bulbosa perteneciente a la familia de las amarilidáceas.  Es el resultado del cruzamiento natural entre Eucharis moorei y Eucharis sanderi. Se distribuye en el oeste de Colombia al oeste de Ecuador.
.

## Descripción
Presenta hojas de un verde oscuro sobre un tallo de unos 60 cm de alto. Cada tallo lleva de 5 a 6 flores, blancas y perfumadas, parecidas a los narcisos. Se suele utilizar como planta de interior debido a su exquisito perfume y a su escaso requerimiento de luz. Cultivado en el exterior necesita temperaturas cálidas, de por lo menos 15 °C combinadas con una humedad relativamente alta. Los bulbos se plantan en primavera y, como no conviene trasplantarlos, hay que dejarlos en la misma maceta durante varios años. Florece desde la primavera hasta finales del otoño.

## Taxonomía
Eucharis × grandiflora fue descrita por Linden ex Planch. y publicado en Flore des Serres et des Jardins de l'Europe 9: 255, pl. 957, en el año 1853-1854[1854].
Sinonimia
- Eucharis × lowii Baker
- Eucharis × mastersii Baker
- Urceolina × grandiflora (Planch. & Linden) Traub
- Urceolina × lowii (Baker) Traub
- Urceolina mastersii (Baker) Traub[5]